# Trouble EP
Trouble – Norwegian Live EP – koncertowe EP rockowej grupy Coldplay, wydane latem 2001 roku. Album zawierał pięć piosenek nagranych w Rockefeller Music Hall w Oslo, w Norwegii.

## Lista utworów
1. „Trouble” (na żywo) – 4:36
2. „Shiver” (na żywo) – 5:44
3. „Sparks” (na żywo) – 3:54
4. „Yellow” (na żywo) – 5:02
5. „Everything’s Not Lost” (na żywo) – 6:03